# Leather District (Boston)
Der Leather District befindet sich in der Stadt Boston im Bundesstaat Massachusetts der Vereinigten Staaten und ist formal ein Distrikt des Stadtteils Chinatown. In den letzten Jahren hat der nur neun Blocks umfassende Bereich jedoch immer stärker einen eigenen Charakter entwickelt und wird auch von der Stadtverwaltung offiziell ausgewiesen. Der Bezirk befindet sich zwischen Chinatown, dem Stadtzentrum und der Boston South Station und besteht im Wesentlichen aus alten Gerbereien, die in Wohn- und Geschäftshäuser umfunktioniert wurden. Da diese Industrien viel Platz für Büros, Arbeitsräume und Ausstellungsflächen benötigten, sind die Gebäude entsprechend großzügig gebaut und bieten auch heute noch große, von schmiedeeisernen Säulen eingefasste Schaufenster, die den Leather District wesentlich kennzeichnen.
Eine etwas pragmatischere Definition gibt die auf den Stadtteil registrierte Internetseite:

“The Leather District = A loose juxtaposition of anonymous souls, going about their own business, in a quirky two block radius in downtown Boston.”

„Der Leather District = Eine lose Ansammlung von anonymen Seelen, die in einem sonderbaren Radius von zwei Blocks im Stadtzentrum von Boston ihren eigenen Geschäften nachgehen.“